# Mark De Man
Mark De Man (* 27. April 1983 in Löwen) ist ein ehemaliger belgischer Fußballspieler. De Man konnte sowohl als Verteidiger als auch als defensiver Mittelfeldspieler fungieren.

## Karriere

### Im Verein
De Man startete seine fußballerische Karriere als 8-Jähriger bei den Stormvogels Haasrode. Nach zwei Jahren wechselte er zum Verein Oud-Heverlee Löwen. 1996 spielte er eine Saison für die Jugend von Racing Jet Wavre, kehrte aber danach nach Oud-Heverlee zurück. 1998 wechselte er zum belgischen Spitzenklub RSC Anderlecht.
2002 debütierte er für die A-Mannschaft von Anderlecht und 2003 wurde er definitiv zu einem Spieler der 1. Mannschaft. Bereits 2004/2005 gelang es ihm erstaunlich viel Spielpraxis für Anderlecht sammeln zu können. 2005 stieg er, dank Trainer Franky Vercauteren und der Verletzung von Vincent Kompany, zum Stammspieler der A-Mannschaft auf.
Mark De Man übernahm am 23. Dezember 2005 die Partnerschaft eines in Löwen ansässigen Fanklubs. Dieser Fanklub ist der größte Fanklub des RSCA in Flämisch-Brabant und hat die Berechtigung für alle Spiele des RSC Anderlecht Tickets zu verkaufen.
Im Sommer 2008 unterzeichnete er einen Dreijahresvertrag mit dem niederländischen Verein Roda JC Kerkrade, wechselte im Januar 2009 aber bereits nach nur 7 absolvierten Partien wieder und ging nach Antwerpen (Germinal Beerschot), wo ein Großteil seiner Familie wohnt. Dort blieb er bis zur Winterpause 2010/11, ehe er an die Oud-Heverlee Löwen ausgeliehen wurde. Für die Oud-Heverlee Löwen spielte er dann auch in der Rückrunde und wurde dann im Sommer als vereinslos erklärt. Nach zwei vereinslosen Monaten wechselte er daraufhin in die dritte Liga zu Sporting Hasselt; dort war er bis Sommer 2012 aktiv. Dann folgten noch Stationen bei Excelsior Veldwezelt und KHO Stade Bierbeek, ehe er 2014 seine aktive Karriere beendete.

### In der Nationalmannschaft
Von 2007 bis 2008 war Mark De Man auch in der Nationalmannschaft aktiv und absolvierte vier Länderspiele für Belgien. Er debütierte am 24. März 2007 im EM-Qualifikationsspiel gegen Finnland.

## Erfolge
- Belgischer Meister: 2004, 2006, 2007
- Belgischer Pokalsieger: 2008
- Belgischer Supercupsieger: 2006, 2007